# 片岡佐吉
片岡佐吉（かたおか さきち、1945年 - ）は日本の人形蒐集家。アンティークドール、球体関節人形、市松人形、創作人形などのコレクターであり、人形博物館「マリアの心臓」のオーナー。人形写真を撮影する写真家としても知られる。

## 来歴
北海道夕張市出身。

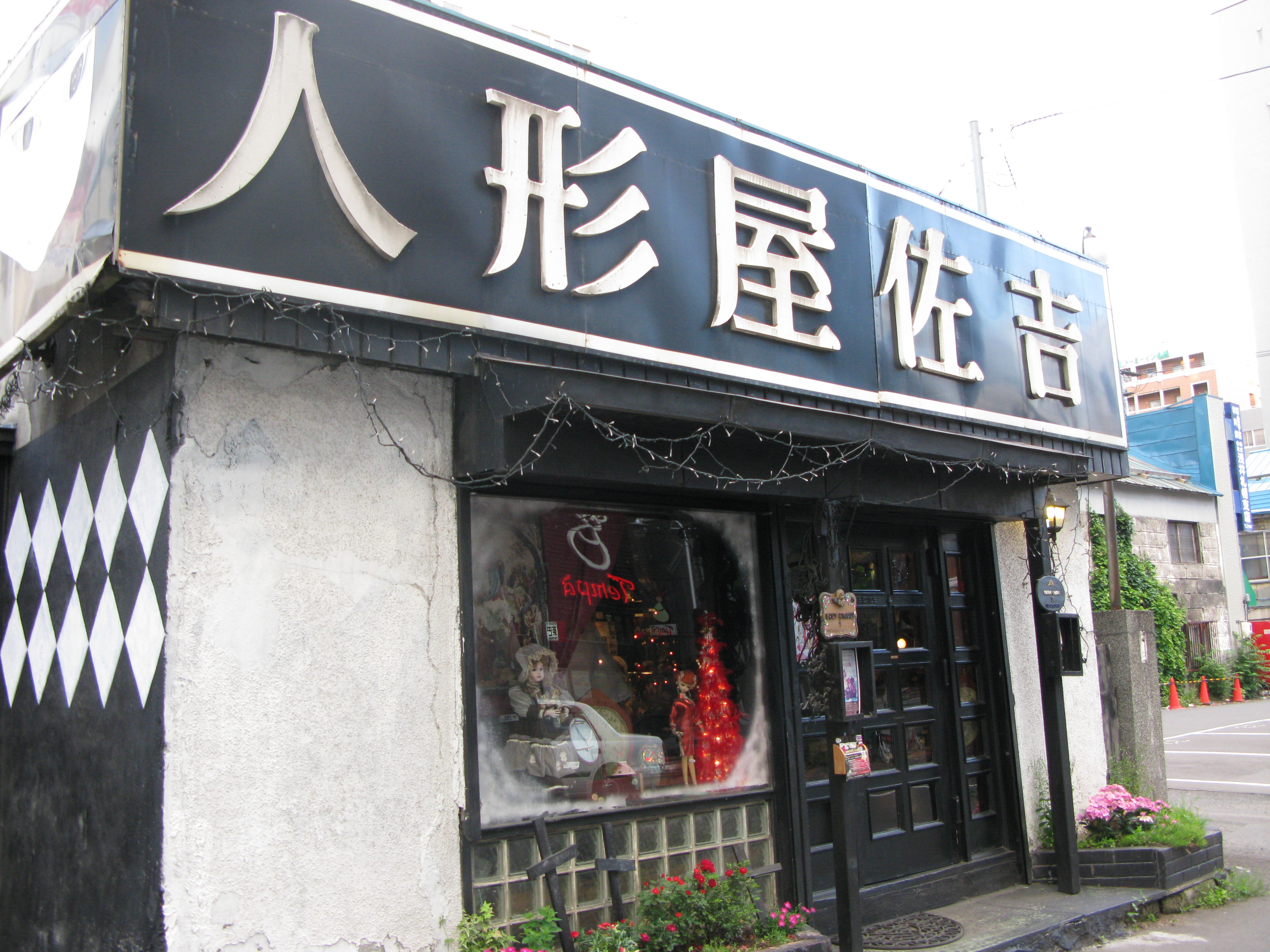
札幌市にあった人形屋佐吉

1978年、札幌市中央区南1条通に「人形屋佐吉」をオープンし、本格的に人形の蒐集をはじめる。1984年には東京都に表参道店を開く。
2004年には、東京都渋谷区に人形博物館「マリアの心臓」を開館する。2011年に閉館。
2015年より京都市左京区大原の日本家屋にて再開する（2022年7月閉館）。
2016年から2018年にかけて中央区銀座一丁目に、マリアの心臓を開館していた。
人形屋佐吉は、高齢等を理由に、表参道店を2010年に、札幌店を2014年に閉店。札幌の都心部で異空間的な雰囲気を放つ店構えだった札幌店は地元では有名な建物だったが、閉店後は取り壊され跡地は駐車場になっている。
天野可淡の才能に早くより着目し、その没後には作品を買い戻す等して、2002年には可淡没後初の個展を開催する。

## 関連する人物
恋月姫は、その作品の人形に片岡がつけた「恋月姫」という名前を本人が気に入り作家名にしたもので、片岡の右腕として人形の買い付けや作家との商談など人形に関するノウハウを学んだ。
息子に映画監督の片岡翔、マジシャンの片岡双六。丸尾末広や綾辻行人、内藤ルネ、嶽本野ばら等の文化人と交流がある。